# Sabana Redonda
Sabana Redonda è un distretto della Costa Rica facente parte del cantone di Poás, nella provincia di Alajuela.
Sabana Redonda comprende 4 rioni (barrios):
- Bajo del Tigre
- Calle Santa Bárbara
- La Altura
- Sabana Redonda